# Síndrome de Spoan
La síndrome de Spoan o de SPOAN (acrònim en anglès de les sigles de paraplegia espàstica, atròfia òptica i neuropatia) és una malaltia minoritària neurodegenerativa autosòmica recessiva. Els individus afectats experimenten una degeneració progressiva del sistema nerviós, que condueix a una paràlisi. Al tractar-se d'una mutació genètica autosòmica recessiva. l'individu ha d'heretar dues còpies del gen mutat, una de cada progenitor, per manifestar la malaltia. La consanguinitat augmenta la probabilitat que ambdós progenitors siguin portadors de la mutació, incrementant així el risc que la descendència desenvolupi la síndrome. Les anàlisis genètiques han suggerit que la regió responsable d'aquesta síndrome es troba al cromosoma 11 (11q13). Aquesta localització genètica ha estat identificada mitjançant estudis de vinculació genètica en les famílies afectades.
La síndrome de Spoan va ser identificada per primera vegada al municipi brasiler de Serrinha dos Pintos, a l'interior de Rio Grande do Norte. Un equip liderat per la doctora Silvana Cristina dos Santos va descobrir la malaltia mentre investigava casos de discapacitat en aquesta regió. Es va estimar que una part significativa de la població local podria ser portadora del gen responsable de la síndrome. Fins al 2024, s'han identificat 73 casos de la síndrome, amb 72 d'ells concentrats a la regió occidental de Rio Grande do Norte. La majoria dels casos presenten un alt grau de parentesc entre els progenitors, la qual cosa suggereix que la consanguinitat és un factor determinant en la seva aparició.
Els pacients amb síndrome de SPOAN presenten una combinació de símptomes, incloent: rigidesa i debilitat progressiva de les cames, que desemboca en una paraplegia; degeneració del nervi òptic que pot conduir a la pèrdua de visió; i dany als nervis perifèrics que provoca una pèrdua de sensibilitat i reflexos. Aquests símptomes solen manifestar-se durant la infantesa i progressen amb el temps, afectant significativament la qualitat de vida dels pacients. El diagnòstic de la síndrome de spoan es basa en l'avaluació clínica dels símptomes característics i en l'historial familiar. Les proves genètiques poden confirmar la presència de la mutació específica associada a la malaltia.
Actualment, no existeix un tractament curatiu per a la síndrome. Les intervencions en els pacients, de caracter pal·liatiu, se centren en l'alleujament dels símptomes i en la millora de la qualitat de vida dels pacients. Això pot incloure teràpia física per mantenir la mobilitat, ajudes per a la visió i suport psicològic. Els estudis en curs tracten de comprendre millor les bases moleculars de la síndrome de Spoan i desenvolupar possibles teràpies. Els més recents han identificat delecions en regions no codificants que causen una sobreexpressió del gen KLC2, proporcionant una possible diana per a futures intervencions terapèutiques.